# Gordon Roberts
Gordon William "Doc" Roberts, född 5 september 1891 i Ottawa, Ontario, död 1 september 1966 i Ottawa, var en kanadensisk professionell ishockeyspelare.

## Karriär
Gordon Roberts inledde sin professionella ishockeykarriär med Ottawa Senators säsongen 1909–10 i Canadian Hockey Association. Senators gick med i National Hockey Association säsongen 1910 och i januari samma år besegrade laget utmanarlagen Galt Professionals och Edmonton Eskimos i två dubbelmöten om Stanley Cup. Roberts gjorde sju mål på två matcher mot Edmonton Eskimos.
Säsongen 1910–11 bytte Roberts lag till Montreal Wanderers med vilka han spelade fram till och med säsongen 1915–16. Parallellt med ishockeykarriären i Montreal studerade Roberts till läkare vid McGill University och tog sin examen därifrån 1916.
Säsongen 1916–17 flyttade Roberts till den kanadensiska västkusten för att spela med Vancouver Millionaires i Pacific Coast Hockey Association och hade sin mest produktiva säsong med 43 mål och 53 poäng på 23 matcher i en kedja med Barney Stanley och "Speed" Moynes och uppbackad av rovern Mickey MacKay. 
Säsongen 1917–18 flyttade Roberts till Seattle och spelade för PCHA-laget Seattle Metropolitans för vilka han gjorde 20 mål och 23 poäng på 18 matcher i en kedja med Bernie Morris och Carol "Cully" Wilson. Han försökte sluta med ishockeyn efter säsongen 1917–18 för att fokusera på arbetet som läkare i Howe Sound, British Columbia, men återkom för ytterligare en säsong med Vancouver Millionaires i PCHA 1919–20.
1971 valdes Roberts postumt in som ärad medlem i Hockey Hall of Fame.

## Statistik
| 1908–09     | Ottawa Emmetts         | OCHL        | 6   | 19  | 0  | 19  | 8   | 2 | 2 | 0 | 2 | 2  |
| 1909–10     | Ottawa Seconds         | OCHL        | 1   | 3   | 0  | 3   | 5   | — | — | — | — | —  |
| 1909–10     | Ottawa Senators        | CHA         | 1   | 3   | 0  | 3   | 6   | — | — | — | — | —  |
| 1910        | Ottawa Senators        | NHA         | 9   | 13  | 0  | 13  | 34  | — | — | — | — | —  |
|             |                        | Stanley Cup | —   | —   | —  | —   | —   | 2 | 7 | 0 | 7 | 0  |
| 1910–11     | Montreal Wanderers     | NHA         | 4   | 1   | 0  | 1   | 3   | — | — | — | — | —  |
| 1911–12     | Montreal Wanderers     | NHA         | 18  | 16  | 0  | 16  | —   | — | — | — | — | —  |
| 1912–13     | Montreal Wanderers     | NHA         | 16  | 16  | 0  | 16  | 22  | — | — | — | — | —  |
| 1913–14     | Montreal Wanderers     | NHA         | 20  | 31  | 13 | 44  | 15  | — | — | — | — | —  |
| 1914–15     | Montreal Wanderers     | NHA         | 19  | 29  | 5  | 34  | 74  | 2 | 0 | 0 | 0 | 15 |
| 1915–16     | Montreal Wanderers     | NHA         | 21  | 18  | 7  | 25  | 64  | — | — | — | — | —  |
| 1916–17     | Vancouver Millionaires | PCHA        | 23  | 43  | 10 | 53  | 42  | — | — | — | — | —  |
| 1917–18     | Seattle Metropolitans  | PCHA        | 18  | 20  | 3  | 23  | 24  | 2 | 0 | 0 | 0 | 3  |
| 1919–20     | Vancouver Millionaires | PCHA        | 22  | 16  | 3  | 19  | 13  | 2 | 1 | 0 | 1 | 0  |
| OCHL totalt | OCHL totalt            | OCHL totalt | 7   | 22  | 0  | 22  | 13  | 2 | 2 | 0 | 2 | 0  |
| NHA totalt  | NHA totalt             | NHA totalt  | 107 | 124 | 25 | 149 | 212 | 2 | 0 | 0 | 0 | 15 |
| PCHA totalt | PCHA totalt            | PCHA totalt | 63  | 79  | 16 | 95  | 79  | 4 | 1 | 0 | 1 | 3  |

## Meriter
- Stanley Cup – 1910